# Églisolles
 Églisolles  es una población y comuna francesa, situada en la región de Auvernia, departamento de Puy-de-Dôme, en el distrito de Ambert y cantón de Viverols.

## Demografía
| 494 | 446 | 368 | 342 | 255 | 236 |
| Para los censos de 1962 a 1999 la población legal corresponde a la población sin duplicidades (Fuente: INSEE [Consultar]) |     |     |     |     |     |